# 生物学者の一覧
生物学者の一覧（せいぶつがくしゃのいちらん）は、生物学に関連する諸分野の業績で知られる人物を並べた一覧である。
- 博物学者についても生物学的な色彩が強い業績で知られる人物については一覧に加えてある。
- 基礎医学についても一覧に加えてある。

## ア行
- 会田龍雄（あいだ たつお） - 生物学、遺伝学、メダカの体色の遺伝。
- フィリップ・フリードリヒ・アーノルド（ドイツ語版、英語版）
- アントン・アイゼルスベルク - 医学者。脳神経外科学の創始者のひとり。
- ウィレム・アイントホーフェン - 医学者。心電図を発見
- リチャード・アクセル - 生理学、分子生物学。嗅覚システム
- ジュリアス・アクセルロッド - 生化学。神経伝達物質の研究など
- アイザック・アシモフ -さ 著作家、生化学者。
- 明仁上皇 - 魚類学、特にハゼ科チチブ属の分類に貢献。
- 朝比奈正二郎（あさひな しょうじろう） - 昆虫学者。トンボの研究
- ミルトン・アルタール - 第5指徴候、球脊髄性筋萎縮症の発見。
- 五十嵐邁 - 昆虫学、チョウ類が専門。
- 池田清彦
- 石浦正寛 - ナノ生物学、ゲノ機能学。
- 今西錦司（いまにし きんじ） - 生態学、動物行動学、霊長類学。
- 今村泰二（いまむら たいじ） - 動物学。ミズダニ研究の世界的権威。
- 岩田久二雄（いわた くにお） - 動物行動学。狩り蜂の行動の進化。日本のファーブルの異称で知られる。
- 上野一惠（うえの かずえ） - 細菌学者。無芽胞嫌気性菌の臨床細菌学的研究など。
- ウェルナー・アーバー →制限酵素
- アリストテレス - 哲学者、博物学者。『動物誌』。
- ニールス・イェルネ - 免疫制御機構に関する理論の確立とモノクローナル抗体の作成法の開発
- ルイ・イグナロ - 循環器系における情報伝達物質としての一酸化窒素の発見
- ハロルド・ヴァーマス - レトロウイルスのがん遺伝子が細胞起源である事の発見
- ニコライ・ヴァヴィロフ - 植物学、遺伝学。栽培植物の起原についての研究で成果を上げたが、ルイセンコらにより粛清される。
- ロベルト・ヴァルテンベルク - ヴァルテンベルク反射の発見
- エリック・ヴィーシャウス - 初期胚発生の遺伝的制御に関する発見
- ハインリッヒ・ヴィーラント - 胆汁酸の研究
- ノーバート・ウィーナー - サイバネティクス
- アレクサンダー・フォン・ヴィニヴァルター - 象皮症に対する浮腫の治療
- フェリックス・フォン・ヴィニヴァルター - バージャー病の発見
- モーリス・ウィルキンス - 生物物理学。DNAの構造研究。
- リヒャルト・ヴィルシュテッター - クロロフィルなど植物色素の研究
- アラン・ウィルソン - 分子時計、ミトコンドリア・イブの発見
- ルドルフ・ルートヴィヒ・カール・ウィルヒョー →細胞。
- アドルフ・ヴィンダウス - 胆汁酸とステロイドの研究。
- レオナルド・ダ・ヴィンチ - 解剖学、男性器の勃起現象の研究。
- エドゥアルト・ヴェーバー - 神経系に関する研究
- フリードリヒ・ヴェーラー - 有機化学、生化学。
- トーマス・スペンサーウェルズ
- カール・ウェルニッケ - 感覚性言語中枢の発見
- ヴェルフラー
- ドナルド・ヴォート（）
- ジュディス・G・ヴォート（英語版）
- パトリック・D・ウォール - 生理学者。ゲートコントロール説の提唱
- エミール・ヴォッダー - リンパドレナージの確立
- アルフレッド・ラッセル・ウォレス - 博物学。進化。
- ロビン・ウォレン - ヘリコバクター・ピロリの発見
- ヴィルヘルム・ヴント - 生理学、心理学。
- ロナルド・エヴァンス - 微生物学。
- 大隅良典（おおすみ よしのり） - 分子細胞生物学、オートファジーの研究
- 岡崎令治（おかざき れいじ）- 分子生物学、遺伝子の複製の研究。岡崎フラグメントの発見
- 岡田節人（おかだ  ときんど）- 発生生物学、生命誌。
- レイモンド・L・オックス
- アレクサンドル・オパーリン - 生化学。生命の起源の研究

## カ行
- 加藤英明 - 構造生物学者。光遺伝学のツールとして使われる微生物型ロドプシンの構造解析
- ポール・カーラー - カロテノイド類、フラビン類およびビタミンA、B2の研究
- アービド・カールソン - 神経系の情報伝達に関する発見
- フランツ・ヨゼフ・ガル
- アレクシス・カレル - 外科医・生物学者。血管縫合および臓器の移植に関する研究。
- 川勝正治（かわかつまさはる） - プラナリア類の研究。
- 川田伸一郎（かわだ しんいちろう） - 動物学者、国立科学博物館動物研究部研究員。モグラの研究。
- 北里柴三郎（きたざと しばさぶろう） - 医師・細菌学者。ペスト菌を発見。
- 金鳳漢（キム・ボンハン）
- 金錫煥
- 木村資生（きむら もとお）- 中立進化説
- 黒田長礼（くろだ ながみち）- 鳥類学者、日本の鳥類学の研究に先鞭を点けた。
- ウォルター・B・キャノン - ホメオスターシスの提唱
- レイモン・ギャルサン - くぼみ手徴候の発見
- ジョルジュ・キュヴィエ - 博物学者
- フレデリック・キュヴィエ - 動物学者。ジョルジュ・キュヴィエの弟
- アルフレッド・ギルマン - Gタンパク質に関する発見
- ロジャー・ギレミン - エンドルフィンの生産の発見
- スティーヴン・ジェイ・グールド - 古生物学、断続平衡説
- リヒャルト・クーン - カロテノイド、ビタミン、酵素などの研究
- マックス・クノール - 電子顕微鏡の発明
- ルイ・ピエール・グラチオレ - 視放線、ローランド溝の発見
- ホレーシオ・サルトンストール・グリーノウ（ドイツ語版） - 実体顕微鏡の発明
- ポール・グリーンガード - 神経系の情報伝達に関する発見
- フランシス・クリック - 分子生物学、DNA2重らせん
- アーロン・クルーグ - 物理化学者。ウイルス、分子構造の研究など
- ハンス・クルシュマン - クルシュマンらせん体の発見
- アルヴァル・グルストランド - 眼の屈折機能に関する研究
- グルト - 平均骨癒合日数に関する研究
- ハンス・クレブス - クエン酸回路、生化学、医師。
- ジョルジュ・J・F・ケーラー - 免疫制御機構に関する理論の確立とモノクローナル抗体の作成法の開発
- 小泉清明
- スタンリー・コーエン - 神経成長因子および上皮細胞成長因子の発見
- 小金井良精（こがねい よしきよ） - 解剖学、人類学。
- ロベルト・コッホ - 医師・細菌学者。炭疽菌、結核菌、コレラ菌の発見。
- 小林牧人 - 魚類生殖生物学。性ホルモンの影響作用の研究。
- ゴールドシュタイン - 麻薬物質受容器の発見
- ジョーゼフ・ゴールドスタイン - コレステロール代謝とその関与する疾患の研究
- セルゲイ・コルサコフ - コルサコフ症候群の発見
- カミッロ・ゴルジ - 神経系の研究など
- 近藤孝男 - 時間生物学

## サ行
- 堺章
- 坂上昭一（さかがみ しょういち） - 動物行動学。ハナバチの行動の進化。
- エール・サザランド - ホルモンの作用機作に関する発見、cAMPの研究
- 佐藤進 (軍医)（さとう すすむ） - 順天堂医院第2代院長
- ベンクト・サミュエルソン - プロスタグランジンの発見と研究
- 更科功 - 古生物学。東京大学大学院講師
- ジョン・サルストン - 器官発生とプログラム細胞死の遺伝制御に関する発見。
- フレデリック・サンガー - 生化学者。タンパク質やDNA構造の決定法を確立
- 下村脩（しもむら おさむ）- 生物発光、GFP。
- フィリップ・シャープ - 分断構造を持つ遺伝子の発見
- ダニエル・ハント・ジャンゼン - 熱帯生物学
- ピエール・シャンボン - 細胞核内のホルモン受容体の研究。
- ヘンリック・シェーグレン - シェーグレン症候群の発見
- エルウッド・ジェンセン - エストロゲン受容体の分離
- エドワード・ジェンナー - 天然痘ワクチンを開発。
- エードゥアルト・シュトラースブルガー - 細胞学、植物解剖学。
- ハンス・シュペーマン - 発生学、形成体
- マティアス・ヤーコプ・シュライデン - 細胞。
- ヘルマン・シュレーゲル - 鳥類学者、動物学者。
- テオドール・シュワン - 細胞。
- ジョン・ショウ - 公衆衛生
- フランソワ・ショパール - 外科医。ショパール関節の発見
- レオ・シラード - アメリカ。物理学、分子生物学
- フランシスコ・シルビウス - 大脳外側溝と中大脳動脈を論文に記載
- ヤコブス・シルビウス - シルビウス水道の発見
- 昭和天皇 -海洋生物、変形菌類の研究。
- テオドール・スヴェドベリ - タンパク質の研究。ヘモシアニンの発見。
- 杉田玄白（すぎた げんぱく） - 『解体新書』、医学。
- K・グレイ・スクリムジオール
- ウェンデル・スタンリー - 酵素とウイルスタンパク質の結晶化
- ニールス・ステンセン - ファロー四徴症の提唱
- ルーベルト・ストライヤー
- ジョージ・スネル - 免疫反応を調節する、細胞表面の遺伝的構造に関する研究。
- ハミルトン・スミス - 制限酵素。
- ハンス・セリエ - 汎適応症候群の学説
- イグナーツ・ゼンメルワイス
- ランディー・ソーンヒル - 動物行動学者

## タ行
- チャールズ・ダーウィン - 進化論、『種の起源』。
- 高木健太郎 - 圧発汗反射の発見
- 竹市雅俊（たけいち まさとし） - 発生生物学、カドヘリンの発見。
- 田宮信雄（たみや のぶお）
- トーマス・チェック - RNAの触媒機能の発見。
- チャールズ・ギルバート・チャドック - チャドック反射の発見。
- ロルフ・ツィンカーナーゲル - 細胞性免疫防御の特異性に関する研究。
- 椿啓介（つばき けいすけ） - 菌類学、不完全菌類の分類体系の構築。
- ヨハン・フレデリッヒ・ディーフェンバッハ
- ウィルヘルム・ティセリウス - タンパク質の電気泳動に関する研究
- ジョン・L・ティモクスコ
- ジェイムズ・ティル - 幹細胞の存在を実証
- ニコ・ティンバーゲン - 動物行動学
- 利根川進（とねがわ すすむ） - 免疫の分子生物学。
- リチャード・ドーキンス →利己的な遺伝子。
- アントワーヌ・ローラン・ド・ジュシュー - 顕花植物の分類。
- ジャン・ドーセ - 免疫反応を調節する、細胞表面の遺伝的構造に関する研究。
- ユーゴー・ド・フリース - メンデルの法則再発見、突然変異の発見。
- エドワード・ドナル・トーマス - 人間の病気治療に関する臓器および細胞移植の研究
- エルネスト・LO・トレムナー - トレムナー反射の発見。
- トーマス・S・レイ-生態学者。人工生命"Tierra"の開発。

## ナ行
- ポール・ナース - 医学者。細胞周期移行の活性シグナル機構を解明
- フローレンス・ナイチンゲール
- 中村桂子（なかむら けいこ） - 生命誌、生化学
- 中村浩（なかむらひろし）- 微生物学
- 中村輝子（なかむら てるこ） - 植物生理学。シダレザクラ
- ウラジーミル・ナボコフ -  小説家、昆虫学者。シジミチョウの分類学的研究
- 沼正作 - エンドルフィンが小型ペプチドであることを証明
- ジョン・フォン・ノイマン - 数学者。ゲーム理論の創始者
- カール・ノイベルグ - 生化学。ノイベルグの発酵形式の発見、微生物でニトログリセリンの開発。
- 野口英世（のぐち ひでよ） - 細菌学
- ジョン・ノースロップ - 酵素とウイルスタンパク質の結晶化
- 根本直人（ねもと なおと） - 進化分子工学

## ハ行
- ジェームズ・パーキンソン - パーキンソン病の発見。
- ジェレミー・M・バーグ
- アーサー・ハーデン - 糖類の発酵の研究。
- リーランド・ハートウェル - 出芽酵母、細胞周期。
- トマス・ヘンリー・ハクスリー - ダーウィンの進化論を支持
- 橋田邦彦 - 医学者、後に東條内閣に文部大臣として招聘され、終戦後に自殺。
- 橋本綱常
- 橋本策（はしもと はかる）
- カール・アドルフ・フォン・バセドウ - 内科医。バセドウ病の発見者。
- ルイ・パスツール - 生化学者、細菌学者。
- リンダ・バック - 生理学、分子生物学。嗅覚システム。
- ヨヴァン・ハッジ - 動物の系統分類学（ヘッケルの反対者）。
- ウィリアム・ハドソン - ナチュラリスト、鳥類学者。
- ウィリアム・ドナルド・ハミルトン - 生物学者。社会生物学の草分け
- ソルター・ハリス - 小児の骨端損傷に関する研究
- アンブロワーズ・パレ - 床屋外科医。銃創の治療
- トーマス・バルトリン - シルビウス溝の発見
- ジョン・ハンター - 外科医、解剖学者。初の人工授精を行う。
- ティモシー・ハント - サイクリンの発見
- チャールズ・エドワード・ビーバー - ビーバー徴候の発見
- J・マイケル・ビショップ - レトロウイルスのガン遺伝子が細胞起源である事の発見
- 日高敏隆（ひだか としたか） - 動物行動学者
- ジョージ・ヒッチングス - 薬物療法における諸原理の発見
- ヒューゲス - エンケファリンの発見
- レオ・ビュルガー - バージャー病の発見
- 平賀源内（ひらが げんない） - 本草学、医学。
- ロバート・ヒル - 植物学、生化学。ヒル反応の発見
- ゲオルグ・ヒルシュ - バセドウ病の名付け親。
- ヨーゼフ・ヒルトル - 解剖学者。
- テオドール・ビルロート - ビルロート法の考案
- チャールズ・フランクリン・フーバー - フーバー徴候の発見
- チャールズ・エドアルド・ブラウン・セカール - ブラウン・セカール症候群の発見
- ロバート・ファーチゴット - 循環器系における情報伝達物質としての一酸化窒素の発見。
- ジャン・アンリ・ファーブル - 昆虫学、『昆虫記』。
- エティエンヌ・ルイ・アルチュール・ファロー - ファロー四徴症の報告
- エドモンド・フィッシャー - 生体制御機構としての可逆的タンパク質リン酸化の発見
- ヘルマン・ブールハーフェ - 世界初の臨床教育を行う。
- 福岡伸一（ふくおか しんいち）
- 藤田六朗
- 藤原知
- ジョセフ・ダルトン・フッカー - 植物学者。王立協会会長（1873-1878）。
- ロバート・フック - 『顕微鏡観察誌』。
- エドゥアルト・ブフナー - 化学者・発酵学者
- マイケル・ブラウン - コレステロール代謝とその関与する疾患の研究
- ロバート・ブラウン - 植物学者。被子植物と裸子植物の区別、植物細胞内に1つの核があると発見。
- シャルル・エドゥアール・ブラウン・セカール - ブラウン・セカール症候群の発見
- アンリ・ブラコノー - キチンやグリシンの単離、ニトロセルロースの合成
- ジェームス・ブラック - 薬物療法における重要な原理の発見
- エリザベス・H・ブラックバーン - テロメア、テロメラーゼの発見。
- ロザリンド・フランクリン - DNA、ウイルスの構造解明に貢献
- カール・フォン・フリッシュ - 動物行動学
- プリニウス（大プリニウス） - 博物学。
- スタンリー・B・プルシナー - プリオン。
- フリッツ・プレーグル - 医化学者。ホルモン、酵素、代謝の研究。
- シドニー・ブレナー - 発生生物学、アポトーシス、C. elegans、ゲノムプロジェクト。
- アレクサンダー・フレミング - 細菌学者。リゾチームとペニシリンの発見
- ヨーゼフ・ブロイアー - ヘーリング・ブロイウェル反射の発見
- ピエール・ポール・ブローカ - 運動性言語中枢の発見
- コルビニアン・ブロードマン - ブロードマンの脳地図の提唱
- アンセルム・ペイアン → 生化学、ジアスターゼ。
- エルンスト・ヘッケル - 医学、系統分類学、発生学（反復説）。
- リヒャルト・ヘッシェル - ヘッシェル横回の発見
- マックス・フォン・ペッテンコーファー - 衛生学者、化学者
- ヘンリー・ヘッド - ヘッド帯の発見
- ユリウス・リヒャルト・ペトリ - 細菌学者、シャーレの発明。
- バルフ・ベナセラフ - 病理学者。免疫反応を調節する、細胞表面の遺伝的構造に関する研究。
- スネ・ベリストローム - プロスタグランジンの発見と研究
- エヴァルト・ヘリング - ヘーリング・ブロイウェル反射の発見
- ハインリッヒ・エヴァルト・ヘリング - ツェルマク・ヘーリング反射の発見
- チャールズ・ベル - 神経生理学。ベル・マジャンディーの法則、ベル現象、ベル麻痺の発見
- クロード・ベルナール - 内部環境の恒常性の提唱
- ヘルマン・フォン・ヘルムホルツ - 生理学、物理学。
- ジョン・ベーン - プロスタグランジンの発見と研究
- H・ロバート・ホートン
- ロバート・ホイッタカー - 植物生態学。五界説の提唱者。
- J・B・S・ホールデン - 生物学者。集団遺伝学
- ヨハン・ホフマン - ホフマン反射の研究
- 堀泰雄
- ロバート・ホロビッツ - 生物学者。器官発生とプログラム胞死の遺伝制御に関する発見。
- 本郷次雄（ほんごう つぐお） － 菌類学者
- 本江元吉（ほんごう もとよし） - 納豆菌の研究

## マ行
- リン・マーギュリス - 細胞内共生説。
- 前川文夫 - 植物学、カンアオイ属の分類。植物地理。
- カール・ヨハン・マキシモヴィッチ- 植物学、植物分類学。牧野富太郎、松村任三らを指導。
- 牧野富太郎（まきの とみたろう）- 植物学、植物分類学。
- バーバラ・マクリントック - 遺伝学者、トランスポゾンの発見。
- アーネスト・マコラック - 細胞生物学。幹細胞の存在を実証。
- バリー・マーシャル - 医師。ロビン・ウォレンと共にヘリコバクター・ピロリを発見。
- オスニエル・チャールズ・マーシュ - 古生物学者。
- フランシス・マジャンディー - マジャンディー孔、ベル・マジャンディーの法則を発見。
- トゥルーディ・マッキー
- ジェームズ・R・マッキー
- 松永藤夫（まつなが ふじお） - エアポケット現象、圧診点の温度変化の提唱。
- 松村任三（まつむら じんぞう） - 植物学者。
- ジェームス・マッケンジー - マッケンジーの収束促通説（マッケンジー帯）の発見。
- カルロ・マテウッチ - 神経生理学者。
- 間中喜雄
- ハーマン・J・マラー - 遺伝学者、突然変異の人工誘発。
- エティエンヌ＝ジュール・マレー - 生理学、連続写真。
- ヨセフ・マレー - 人間の病気治療に関する臓器および細胞移植の研究。
- イヴァン・ミチューリン - 果樹の育種。
- 箕作佳吉（みつくり かきち）- 動物学。
- ヨハン・フォン・ミクリッツ・ラデツキー - ミクリッツ病の発見
- 南方熊楠（みなかた くまぐす）- 博物学、粘菌。
- 三宅速（みやけ はやり）
- 宮竹貴久（みやたけ　貴久）- 進化生態学者。
- 村尾澤夫（むらお さわお） - 微生物学。マシキノキシン発見。
- フェリド・ムラド - アメリカの内科医、薬理学。循環器系における情報伝達物質としての一酸化窒素の発見。
- 松橋通生-（まつはし みちお） 分子生物学、生化学。抗生物質の研究。
- ジョン・メイナード＝スミス - 進化生物学。
- ロナルド・メルザック - 心理学者。ゲートコントロール説の提唱。
- ヴェーリー・メンキン - メンキンの炎症論。
- グレゴール・ヨハン・メンデル - 遺伝学。
- トーマス・ハント・モーガン - 遺伝学。
- ウィリアム・T・G・モートン - 歯科医師。エーテル麻酔による公開手術。
- ローレンス・A・モラン
- 森下正明 - 個体群生態学。特に統計学による野外データーの数理解析を行う数理生態学の分野で貢献。
- リータ・レーヴィ＝モンタルチーニ - 神経学者。神経成長因子および上皮細胞成長因子の発見。
- アレクサンダー・モンローII世 - モンロー孔を発見。

## ヤ行
- 安松京三（やすまつ けいぞう） - 昆虫学者。天敵による害虫防除の草分け。
- 柳内和幸（やない かずゆき）- 機能ゲノム学の医学的応用に関する研究。東邦大学准教授。
- 山口雄三（やまぐち ゆうぞう）
- 山本時男（やまもと ときお） - 生物学、発生学、メダカを用いた性分化の研究。
- 兪順奉
- 養老孟司（ようろう たけし）- 著作家、脳科学、解剖学。東京大学名誉教授。

## ラ行
- ヨハン・クリステン・ライル - 島葉の発見
- ペイトン・ラウス - 病理学者。発がん性ウイルスの発見。
- チャールズ・アーネスト・ラセーグ - ラセーグ徴候の発見
- ジェームズ・ラムゼイ・ハント - ラムゼイ・ハント症候群の発見
- ラング - ヘッド帯の提唱
- ベルンハルト・フォン・ランゲンベック
- パウル・ランゲルハンス - 医学者・病理学者・生物学者。ランゲルハンス島の発見
- ジョゼフ・リスター - 外科医。無菌外科手術
- ジャック・リスフラン - 外科医。リスフラン関節の発見
- カール・フォン・リンネ - 分類法、博物学。大リンネ
- カール・フォン・リンネ (子) - 分類法、博物学。小リンネ
- ハインリッヒ・アドルフ・リンネ - リンネ試験の考案
- エドワード・ルイス - 初期胚発生の遺伝的制御に関する発見
- トロフィム・ルイセンコ - 植物春化の研究、遺伝学、獲得形質の遺伝の存在を主張
- ヴィルヘルム・ルー - 近代実験発生学。ルーの法則を発見
- フランソワ・ルーレ
- ヒューベルト・ルシュカ - ルシュカ関節、ルシュカ孔を発見
- モンディーノ・デ・ルッツィ - 検死解剖
- ピエール＝ジョゼフ・ルドゥテ - 画家。植物の博物画を多く残す。
- アントニー・ファン・レーウェンフック - 顕微鏡観察。
- ジェームス・レイリー - 過剰刺激症候群の学説
- J・デーヴィッド・ローン
- ロス - ヘッド帯の研究
- ロバート・ロビンソン
- マーティン・ロッドベル - Gタンパク質およびそれらの細胞内情報伝達に関する役割の発見
- ルイジ・ローランド - 大脳半球の構造についての論文を発表
- コンラート・ローレンツ - 動物行動学。個体的および社会的行動様式の組織化と誘発に関する研究

## ワ行
- アウグスト・デザイアー・ワーラー - 神経、皮膚、筋などの電気現象を研究
- アウグスト・ヴォルニー・ワーラー - 生理学者。ワーラー変性の発見
- ポール・ワイス - 形態形成、生物学的発達、細胞分化、神経科学分野の研究
- ロバート・ワインバーグ - 腫瘍遺伝子の研究
- 渡辺格 - 分子生物学。
- アルマン・ド・ワットヴィル
- ジェームズ・ワトソン - 分子生物学、DNA2重らせん。